# Olean (ville, New York)
Pour les articles homonymes, voir Olean.
Ne doit pas être confondu avec Olean (New York)
Olean est une ville située dans le comté de Cattaraugus, dans l'État de New York, aux États-Unis,. En 2020, elle comptait une population de 1 890 habitants, estimée au 1er juillet 2021 à 1 873 habitants. La ville est incorporée en 1854.

## Démographie
Lors du recensement de 2020, la ville comptait une population de 1 890 habitants. Elle est estimée, en 2021, à 1 873 habitants.